# Toshiko Akiyoshi
Toshiko Akiyoshi (Liaojang, 1929. december 12. –) amerikai dzsessz-zongorista, zeneszerző, hangszerelő, zenekarvezető. Akiyoshi tizennégy Grammy-díjat kapott. Ő volt az első nő, aki elnyerte a legjobb hangszerelő és a legjobb zeneszerző díjat is a Down Beat magazin éves olvasói szavazásán. Az 1984-es a „Jazz Is My Native Language” című dokumentumfilm róla szólt. 1996-ban megjelentette életrajzát (Life with Jazz). 2007-ben az Egyesült Államok Nemzeti Művészeti Alapítványának (National Endowment for the Arts) is tagja lett.

## Pályafutása
Akiyoshi a mandzsúriai Liaoyangban született négy nővér közül a legfiatalabbként. 1945-ben, a második világháború után Akiyoshi családja elvesztette otthonát, visszatért Japánba, és Beppuban telepedett le. Egy lemezgyűjtő ismertette meg vele a dzsesszt úgy, hogy lejátszotta neki Teddy Wilson „Sweet Lorraine” című lemezét.
Toshiko Akiyoshi elkezdett dzsesszzenét tanulni. 1953-ban, egy japán turnéja során Oscar Peterson egy klubban fedezte fel. 1953-ban Peterson ritmusszekciójával felvette első albumát. Az album „Toshiko's Piano” címmel jelent meg az Egyesült Államokban − és „Amazing Toshiko Akiyoshi” címmel Japánban.
Akiyoshi 1955-ben levelet írt Lawrence Berknek, amelyben arra kérte, adjon neki lehetőséget arra, hogy az iskolájában tanulhasson. Egy évnyi huzakodás után a külügyminisztériummal és a japán tisztviselőkkel engedélyt kapott Akiyoshi felvételére − miután Berk felajánlott neki egy teljes ösztöndíjat, és repülőjegyet is küldött neki Bostonba. 1956. januárjában ő lett az első japán diák a Berklee College of Music-ben. Nem sokkal ezután versenyzőként szerepelt a CBS televízió „What's My Line?” című műsorának 1956. március 18-i adásában.
1998-ban a Berklee-n tiszteletbeli doktori címet kapott.
1959-ben megismerkedett Charlie Mariano-val, akivel össze is házasodtak. Együtt léptek fel az Egyesült Államokban és Japánban, és rögzítettek néhány lemezt. 1956-tól Akiyoshi számos japán együttest irányított, köztük big band eket is. 1967-ben egy big band élén fellépett a Tokió-i Városházán is.
Elvált, majd hozzáment Lew Tabackin tenorszaxofonoshoz. Az 1968-as első lemezük (Kenny Dorhammal). Egy 1971-es Carnegie Hall-i koncert után big bandet alapítottak 1982-ben New Yorkban. Azóta felváltva dolgozik kiscsoportos produkciók és nagy zenekarok menedzselése között, nagyon változó személyzettel. Számos turnén és fesztiválon fellép. Még szimfonikus zenekarokkal is koncertezik (North Carolina Symphony Orchestra (1992), Hawaii Symphony Orchestra (1993), Portland Symphony (1996).

## Lemezválogatás
- Toshiko's piano (1953)
- Toshiko (1953)
- The Toshiko trio (1954)
- Toshiko Akiyoshi: her trio, her quartet (1956)
- Amazing Toshiko Akiyoshi (1957)
- The many sides of Toshiko (1957)
- United notions (1958)
- Toshiko Mariano (1960)
- Toshiko Mariano quartet (1961)
- Toshiko-Mariano quartet (1963)
- Country & western jazz piano's (1963)
- Toshiko & modern jazz (1964)
- Toshiko Mariano & her big band (1965)
- Toshiko Mariano & her big band recorded in Tokyo (1965)
- At the top of the gate [live] (1968)
- Kogun (1974)
- Tales of a courtesan (1975)
- Road time (1976)
- Insights (1976)
- March of the tadpoles (1977)
- Dedications (1977)
- Toshiko Akiyoshi − Lew Tabackin big band live at Newport (1977)
- Tribute to Billy Strayhorn (1978)
- Salted ginko nuts (1978)
- Notorious tourist from the east (1978)
- Sumi-e (1979)
- Farewell to Mingus (1980)
- Farewell (1980)
- Tanuki's night out (1981)
- European memoirs (1982)
- Ten gallon shuffle (1984)
- Wishing peace (1986)
- Remembering Bud: Cleopatra's Dream (1990)
- Carnegie hall concert [live] (1991)
- Shio ginnan (2001)
- Hiroshima: rising from the abyss (2003)